# Tranzit a mindenhatóhoz
A Tranzit a mindenhatóhoz (eredeti cím: Defending Your Life)  1991-ben bemutatott amerikai  romantikus fantasy-filmvígjáték, melynek rendezője, forgatókönyvírója és főszereplője Albert Brooks. További fontosabb szerepekben Meryl Streep, Rip Torn, Lee Grant és Buck Henry látható.
Az Amerikai Egyesült Államokban 1992. március 22-én bemutatott film pozitív kritikákat kapott.

## Cselekmény
|  | Alább a cselekmény részletei következnek! |

A tehetségtelen és gyáva üzletember, Daniel Miller a születésnapjára vett új autóval halálos balesetet szenved és az egész életét mérlegre tevő égi bíróság előtt várja további sorsa alakulását. Olyan finom ételeket kap, amilyet még sosem evett, és meg sem hízik tőle és kényelmes szállodában várja az ítéletet. A bíróság döntése szerint, aki nem élt teljes és félelem nélküli életet, annak vissza kell térnie a Földre és újra megpróbálni. Csakhogy Daniel egyáltalán nem akar visszatérni a Földre, miután találkozik Juliával.
|  | Itt a vége a cselekmény részletezésének! |

## Szereplők
| Színész           | Szerep                                | Magyar hang       |
| ----------------- | ------------------------------------- | ----------------- |
| Albert Brooks     | Daniel Miller                         | Reviczky Gábor    |
| Meryl Streep      | Julia                                 | Ráckevei Anna     |
| Rip Torn          | Bob Diamond                           | Kristóf Tibor     |
| Lee Grant         | Lena Foster                           | Andresz Kati      |
| Buck Henry        | Dick Stanley, Daniel helyettes védője | Perlaki István    |
| George D. Wallace | Daniel bírája                         | Dobránszky Zoltán |
| Lillian Lehman    | Daniel bírája                         | Martin Márta      |
| S. Scott Bullock  | Daniel apja                           | Csuja Imre        |
| Carol Bivins      | Daniel anyja                          |                   |
| Susan Walters     | Daniel felesége                       |                   |
| Gary Beach        | autókereskedő                         | Orosz István      |
| Shirley MacLaine  | holografikus házigazda (cameo)        |                   |